# 服山清一
服山 清一（ふくやま せいいち）は、日本の実業家。東京都出身。ブラックロック・ジャパン株式会社元代表取締役社長。

## 人物・経歴
東京都出身。上智大学卒業。仏系運用会社ビー・エー・エー・アイなどを経て、1993年マーキュリー・アセット・マネジメント台湾主席代表。2000年メリルリンチ・インベストメント・マネジャーズアジア太平洋地域総責任者。2005年同社社長に就任し、メリルリンチ・グループ太平洋地域執行理事を兼任。その後、ブラックロック・ジャパン代表取締役社長に就任。